# Flughafen Schardscha

i7
i11
i13
Der Flughafen Schardscha (arabisch مطار الشارقة الدولي; englisch Sharjah International Airport, IATA-Code: SHJ, ICAO-Code: OMSJ) ist der drittgrößte Flughafen der Vereinigten Arabischen Emirate. Er liegt 13 Kilometer östlich der Stadt Schardscha.
Schardscha ist einer der wichtigsten Frachtflughäfen im Nahen Osten.
Ferner ist der Flughafen die Heimatbasis der Billigfluggesellschaft Air Arabia.

## Geschichte

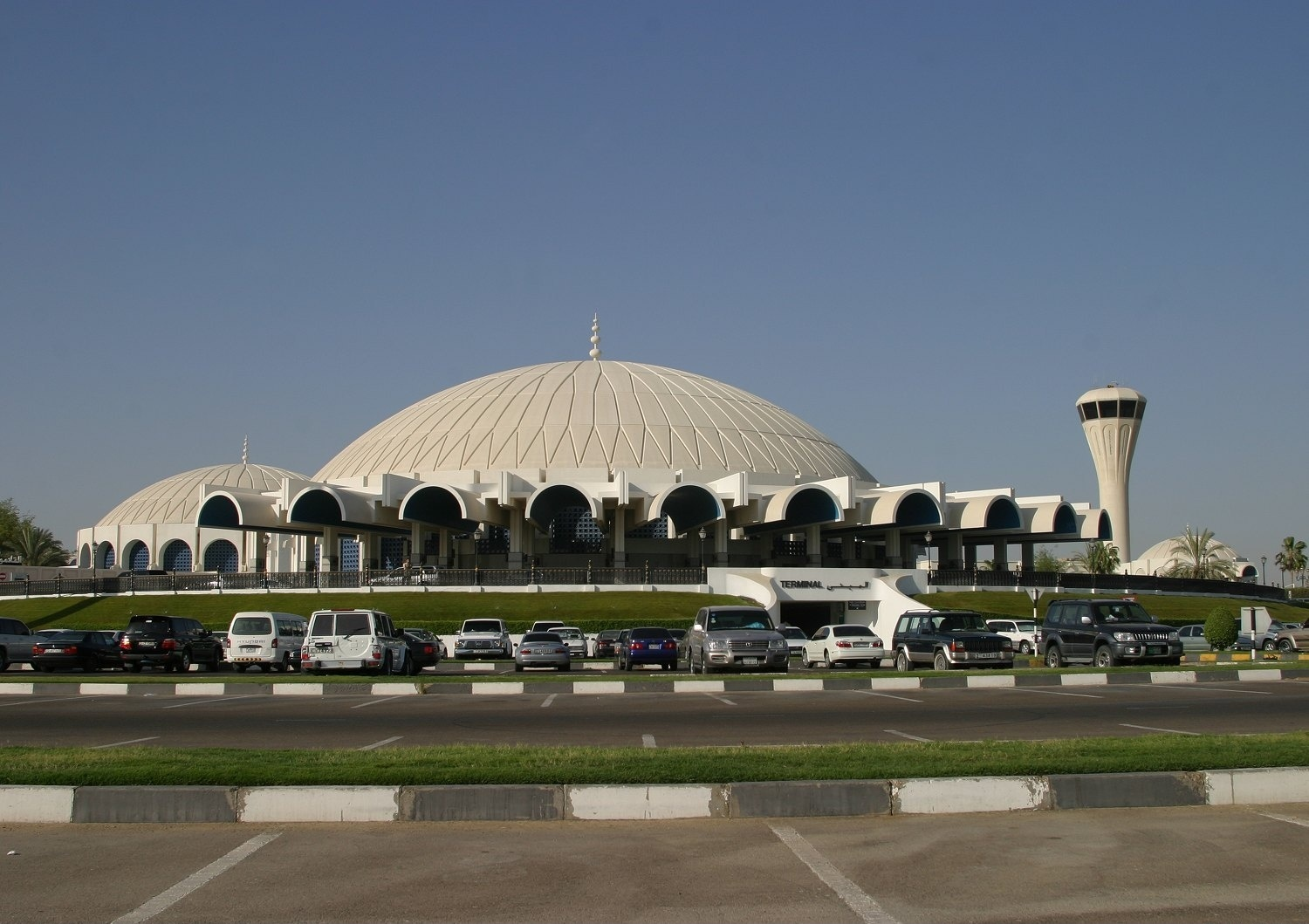

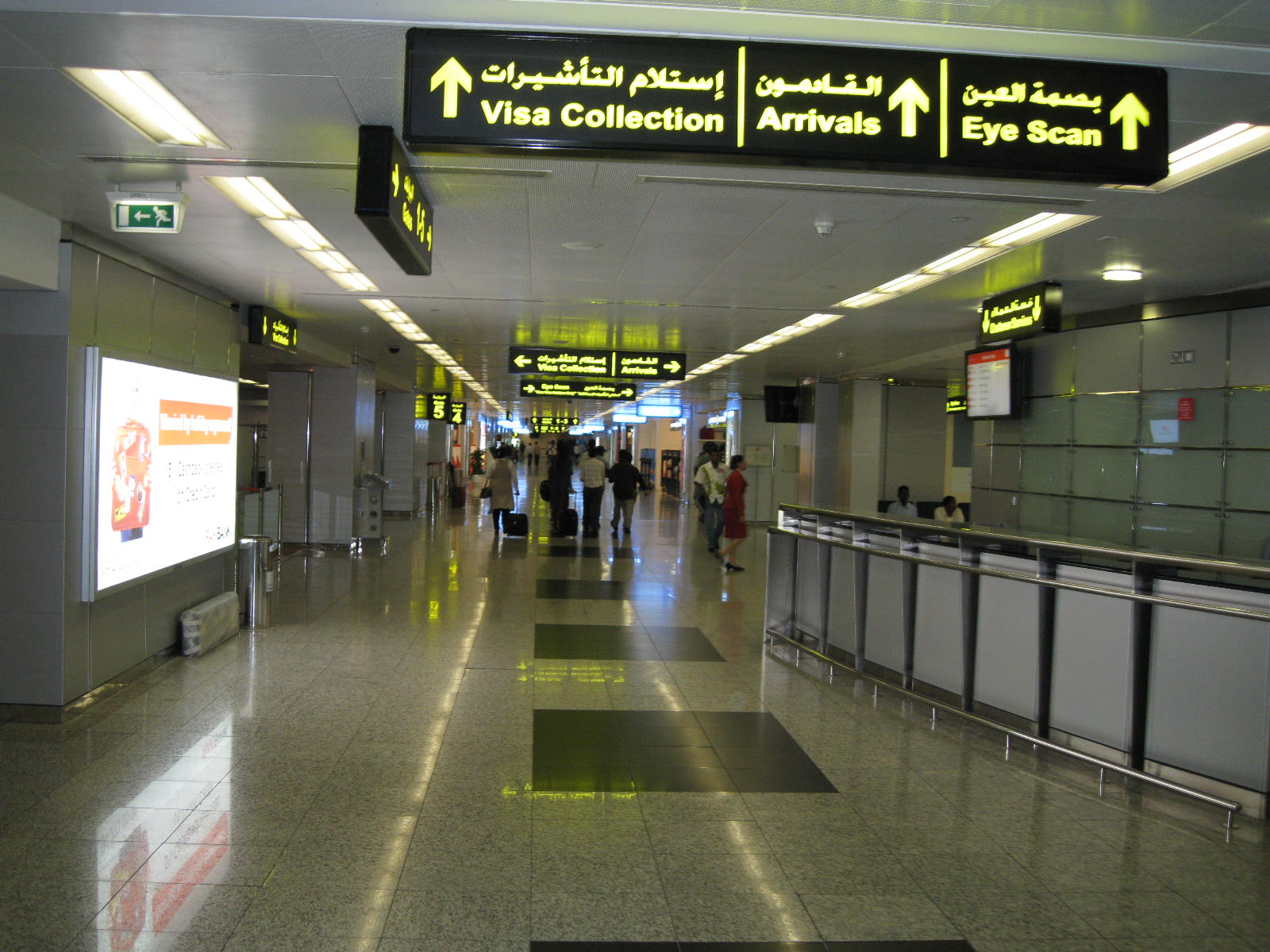

Der heutige Flughafen Sharjah wurde in den 1970er Jahren erbaut und am 1. Januar 1977 als Ersatz für den alten, stadtnäher gelegenen Flugplatz in Betrieb genommen. Dieser wurde 1932 eröffnet und insbesondere von der Imperial Airways bedient. Er war der erste Flughafen in den Staaten des heutigen Golf-Kooperationsrats. Später nutzte ihn bis 1971 die Royal Air Force als Royal Air Force Station Sharjah, kurz RAF Sharjah. Zuletzt war hier unter anderem eine Staffel Avro Shackleton untergebracht. Die frühere Start- und Landebahn ist heute Teil der King Abdul Aziz Street im Stadtzentrum.
Während der Operation Desert Shield/Storm 1990/91 stationierte die US Air Force einige Erdkampfflugzeuge des Typs A-10 Thunderbolt II in Schardscha.

## Verkehrsanbindung
Vom Flughafen aus verläuft die Schnellstraße 88 bis zur Corniche (Küstenstraße) von Schardscha und schneidet dabei die Sheikh Mohammed bin Zayed Road, die über ein Autobahnkreuz angebunden ist.

## Zwischenfälle
- Am 3. August 1953 geriet eine Douglas DC-3/C-47-DL der pakistanischen Orient Airways (Luftfahrzeugkennzeichen AP-AAD) kurz nach dem Start vom Flughafen Schardscha in eine steile Sinkkurve. Die Maschine wurde vom Ersten Offizier vom linken Sitz des Kapitäns geflogen. Der Kapitän übernahm die Steuerung, konnte aber den Aufschlag auf den Boden nicht mehr verhindern. Der Erste Offizier hatte in der Dunkelheit die Kontrolle verloren, weil er den Instrumentenflug nicht beherrschte. Von den 25 Insassen wurde ein Passagier getötet.[1]

- Am 10. Juli 1960 verschwand eine Douglas DC-3/C-47-DL der britischen Gulf Aviation, gemietet von der indischen Kalinga Airlines (VT-DGS) auf einem Flug von Doha zum Flughafen Schardscha (Vereinigte Arabische Emirate). Vermutlich hatte die Maschine das Ziel bereits überflogen und entweder wegen eines Geräteausfalls oder Fehlern der Besatzung verfehlt. Das Flugzeug konnte nicht gefunden werden. Alle 16 Insassen, drei Besatzungsmitglieder und 13 Passagiere, werden bis heute vermisst.[2]

- Am 15. Dezember 1997 wurde eine Tupolew Tu-154 der Tadschikistan Airlines (EY-85281) im Anflug auf den Flughafen Schardscha wegen zu niedrigen Landeanfluges 13 Kilometer östlich der Landebahn ins Gelände geflogen. Durch diesen CFIT (Controlled flight into terrain) wurden von den 86 Insassen 85 getötet, 6 Besatzungsmitglieder und alle 79 Passagiere.[3]

- Am 10. Februar 2004 verunglückte beim Landeanflug eine Fokker F-50 der Kish Air, wobei 43 der 46 Insassen starben (siehe auch Kish-Air-Flug 7170).[4]

- Am 21. Oktober 2009 stürzte eine Frachtmaschine des Typs Boeing 707-330C der sudanesischen AZZA Transport (ST-AKW) beim Start vom Flughafen Schardscha nach einem Strömungsabriss 1,6 Kilometer nordwestlich davon ab. Dabei kamen alle 6 Insassen, drei Besatzungsmitglieder und 3 Passagiere ums Leben. Die Maschine flog im Auftrag der Sudan Airways. Beim Abheben hatten sich Teile der inneren Triebwerksverkleidung vom Triebwerk Nr. 4 (rechts außen) gelöst, was zu fehlerhaften Anzeigen führte, aufgrund deren das Triebwerk abgestellt wurde. Auslösend war das mangelhafte Wartungssystem von AZZA Transport. Bei der Maschine handelte es sich um die bis 1981 von Lufthansa und Condor geflogene D-ABUJ (siehe auch Sudan-Airways-Flug 2241).[5][6]